# Araceli González
Araceli Edith González (Buenos Aires, 19 juni 1967) is een Argentijns actrice en model.